# Imen Es
Imen Es, nata Essrhir (Sevran, 3 giugno 1998), è una cantante francese di origini marocchine.

## Biografia
Si è fatta conoscere per mezzo della hit Attentat, che ha raggiunto la 23ª posizione della Top Singles, che è rimasta in classifica per circa tre mesi, e che ha ottenuto una certificazione di platino dalla Syndicat national de l'édition phonographique con oltre 200 000 unità vendute a livello nazionale. Il successo conquistato dal brano ha permesso all'artista di firmare un contratto con la divisione francese della Universal, attraverso la quale è stato distribuito il primo album in studio Nos vies, che ha esordito nella top five nazionale e al 23º posto della graduatoria della regione francofona della Vallonia, rimanendoci rispettivamente per 105 e 31 settimane. In seguito alla sua pubblicazione, il disco ha collocato dodici tracce su ventuno nella hit parade dei singoli francese. Di queste, 1ère fois ha fruttato all'artista il suo miglior posizionamento in determinata classifica poiché ha raggiunto l'11ª posizione, totalizzando 35 settimane di permanenza, oltre a un disco di diamante. A fine 2020 Nos vies è risultato uno dei 38 dischi più venduti in Francia, conseguendo la certificazione di platino il 4 febbraio 2021 dalla SNEP con oltre 100 000 unità vendute nel medesimo territorio.
Nell'ambito del NRJ Music Award la cantante ha ottenuto due candidature grazie a Jusqu'au bout, una collaborazione con Amel Bent, che ha guadagnato lo stato di diamante in Francia e quello di doppio platino in Belgio per ulteriori 340 000 unità distribuite complessivamente. Agli Urban Music Awards ha ricevuto una nomination come miglior artista francese.

## Discografia

### Album in studio
- 2020 – Nos vies
- 2021 – Es
- 2023 – Train de vie
- 2025 – L'album du mâle (con Lynda)

### EP
- 2024 – DK

### Singoli
- 2018 – Attentat
- 2019 – Tu perds ton temps
- 2019 – Je sais
- 2019 – Mayday
- 2019 – Oui
- 2020 – Je t'aime en silence
- 2020 – D'ennemi à bébé
- 2020 – Jusqu'au bout (con Amel Bent)
- 2020 – Dernière fois (con Alonzo)
- 2021 – Essaie encore
- 2021 – Fantôme
- 2022 – Vie de rêve (con Naza)
- 2022 – Pervers narcissique
- 2022 – Joujou
- 2023 – Si baba (con Soprano)
- 2023 – Kassïm
- 2023 – Pour nous (con Rsko)
- 2023 – Petit génie (con Jungeli, Abou Debeing, Lossa e Alonzo)
- 2023 – Parler de nous
- 2024 – T'oublier
- 2024 – Quitter (con Franglish)
- 2024 – Toi et moi (con Ricky Rich)
- 2024 – 1 minute (con Lynda)
- 2025 – Introspection (con Lynda)
- 2025 – Fausse couche (con Lynda)
- 2025 – Piments (con Lynda)